# Парижани
Парижани (на френски: Parisiens, parisiennes) са жителите на град Париж, столицата на Франция. Това е списък с най-известните от тях.

## Родени в Париж

### Родени до края на XVII век
- Сирано дьо Бержерак (1619 – 1655), писател
- Франсоа Вийон (1431 – 1474), поет
- Волтер (1694 – 1778), писател и философ
- Евгений Савойски (1663 – 1736), австрийски офицер
- Жан I (Франция) (1316 – 1316), крал
- Изабела дьо Валоа (1389 – 1409), кралица на Англия
- Изабела Френска (1295 – 1358), кралица на Англия
- Катерина Наварска (1559 – 1604), кралица на Навара
- Жак Касини (1677 – 1756), астроном
- Никола Катина (1637 – 1712), офицер
- Луи-Никола Клерамбо (1676 – 1749), композитор
- Конде (1621 – 1686), офицер
- Кристин Мари (1606 – 1663), принцеса
- Лоран дьо Ла Ир (1606 – 1656), художник
- Франсоа дьо Ларошфуко (1613 – 1680), писател
- Гийом Франсоа дьо Лопитал (1661 – 1704), математик
- Луи VI (1081 – 1137), крал
- Луи VIII (1187 – 1226), крал
- Луи X (1289 – 1316), крал
- Луи Льо Во (1612 – 1670), архитект
- Люксамбур (1628 – 1695), офицер
- Мария-Луиза Орлеанска (1662 – 1689), кралица на Испания
- Етиен Марсел (1310 – 1358), политик
- Жан-Батист Молиер (1622 – 1673), драматург
- Шарл Перо (1628 – 1703), писател
- Пол Скарон (1610 – 1660), писател
- Шарл VI (1368 – 1422), крал
- Шарл VII (1403 – 1461), крал
- Марк Антоан Шарпантие (1643 – 1704), композитор
- Юг Капет (938 – 996), крал

### Родени през XVIII век
- Аделаид Орлеанска (1777 – 1847), принцеса
- Пиер-Жан дьо Беранже (1780 – 1857), поет
- Жан-Батист Био (1774 – 1862), физик
- Шарл-Франсоа Брисо дьо Мирбел (1776 – 1854), ботаник
- Луи Антоан дьо Бугенвил (1729 – 1811), изследовател
- Пиер дьо Бомарше (1732 – 1799), писател
- Франсоа-Андре Венсан (1746 – 1816), художник
- Жак-Луи Давид (1748 – 1825), художник
- Жан Лерон д'Аламбер (1717 – 1783), математик, физик и философ
- Франсоа Мари Доден (1774 – 1804), зоолог
- Сади Карно (1796 – 1832), физик
- Беноа Пол Емил Клапейрон (1799 – 1864), физик
- Алексис Клод Клеро (1713 – 1765), математик
- Огюстен Луи Коши (1789 – 1857), математик
- Антоан Лавоазие (1743 – 1794), химик
- Александър Льоноар (1761 – 1839), археолог
- Луи-Филип (1773 – 1850), крал
- Жул Мишле (1798 – 1874), история
- Огюстен Пажу (1730 – 1809), скулптор
- Луи Петито (1794 – 1862), скулптор
- Шарл дьо Ремюза (1797 – 1875), политик
- Арман-Еманюел дю Плеси дьо Ришельо (1766 – 1822), политик
- Донасиен Алфонс Франсоа дьо Сад (1740 – 1814), писател
- Йожен Скриб (1791 – 1861), драматург
- Ан Луиз Жермен дьо Стал (1766 – 1817), писателка
- Шарл Морис дьо Талейран (1754 – 1838), политик
- Ан Робер Жак Тюрго (1727 – 1781), политик
- Клод Адриан Хелвеций (1715 – 1771), философ

### Родени през 1801 – 1850
- Рихард Авенариус (1843 – 1896), германски философ
- Адолф Адам (1803 – 1856), композитор и критик
- Шарл-Валантен Алкан (1813 – 1888), композитор и пианист
- Феликс Арвер (1806 – 1850), поет
- Александър Бекерел (1820 – 1891), физик
- Сара Бернар (1844 – 1923), актриса
- Габриел Биброн (1806 – 1848), зоолог
- Жорж Бизе (1838 – 1875), композитор
- Шарл Бодлер (1821 – 1867), поет
- Шарл Люсиен Бонапарт (1803 – 1857), зоолог
- Фердинан Бюисон (1841 – 1932), политик
- Изабел Гати дьо Гамон (1839 – 1905), белгийска общественичка
- Пол Гоген (1848 – 1903), художник
- Шарл Гуно (1818 – 1893), композитор
- Едгар Дега (1834 – 1917), художник
- Гюстав Емар (1818 – 1883), писател
- Клеман Жуглар (1819 – 1905), икономист
- Емил Зола (1840 – 1902), писател
- Фернан Кормон (1845 – 1924), художник
- Зигмунт Крашински (1812 – 1859), полски писател
- Анри Луи льо Шателие (1850 – 1936), химик
- Стефан Маларме (1842 – 1898), поет
- Едуар Мане (1832 – 1883), художник
- Едуар Менетрие (1802 – 1861), ентомолог
- Проспер Мериме (1803 – 1870), писател и драматург
- Клод Моне (1840 – 1926), художник
- Надар (1820 – 1910), фотограф
- Наполеон III (1808 – 1873), политик и император
- Жерар дьо Нервал (1808 – 1855), поет
- Вилфредо Парето (1848 – 1923), италиански икономист и социолог
- Фредерик Паси (1822 – 1912), икономист и политик
- Рене Сюли Прюдом (1839 – 1907), поет
- Огюст Роден (1840 – 1917), скулптор
- Жорж Санд (1804 – 1876), писателка
- Камий Сен-Санс (1835 – 1921), композитор
- Жозеф Алфред Сере (1819 – 1885), математик
- Алфред Сисле (1839 – 1899), художник
- Анатол Франс (1844 – 1924), писател
- Леон Фуко (1819 – 1868), физик
- Виктор Шолшер (1804 – 1893), политик

### Родени през 1851 – 1900
- Луи Арагон (1897 – 1982), поет
- Анри Бекерел (1852 – 1908), физик
- Рене-Луи Бер (1874 – 1932), математик
- Анри Бергсон (1859 – 1941), философ
- Жорж Бернанос (1888 – 1948), писател
- Леон Блум (1872 – 1950), политик
- Леон Буржоа (1851 – 1925), политик
- Абел Ганс (1889 – 1981), режисьор
- Рудолф Дизел (1858 – 1913), германски инженер
- Жан Ебютерн (1898 – 1920), художничка
- Венсан д'Енди (1851 – 1931), композитор
- Андре Жид (1869 – 1951), писател
- Леон Жуо (1879 – 1954), общественик
- Рене Клер (1898 – 1981), режисьор
- Фернан Кромелинк (1886 – 1970), белгийски драматург
- Пиер дьо Кубертен (1863 – 1937), общественик
- Андре Курнан (1895 – 1988), физиолог
- Пиер Кюри (1859 – 1906), физик
- Мари Лорансен (1883 – 1956), художничка
- Андре Мажино (1877 – 1932), политик
- Андре Мазон (1881 – 1967), филолог
- Пол Манту (1877 – 1956), историк
- Габриел Марсел (1889 – 1973), философ
- Съмърсет Моъм (1874 – 1965), английски писател
- Шарл дьо Ноай (1891 – 1981), меценат
- Франсис Пикабиа (1879 – 1953), художник и поет
- Франсоаз Розе (1891 – 1974), актриса
- Жан Реноар (1894 – 1979), режисьор
- Жак Рюеф (1896 – 1978), икономист
- Жорж Сьора (1859 – 1891), художник
- Морис Шевалие (1888 – 1972), актьор

### Родени през 1901 – 1925
- Шарл Азнавур (р. 1924), певец и актьор
- Александър Астрюк (р. 1923), режисьор и кинотеоретик
- Жак Бекер (1906 – 1960), режисьор
- Симон дьо Бовоар (1908 – 1986), философ
- Луиз Буржоа (1911 – 2010), скулпторка
- Андре Вейл (1906 – 1998), математик
- Симон Вейл (1909 – 1943), философка
- Жан Габен (1904 – 1976), актьор
- Юбер Дамиш (1928 – 2017), философ
- Дениз Дарсел (1924 – 2011), актриса
- Жозет Де (1914 – 1978), актриса
- Жак Делор (р. 1925), политик
- Жил Дельоз (1925 – 1995), философ
- Жорж Дюби (1919 – 1996), историк
- Фредерик Жолио-Кюри (1900 – 1958), физик
- Бертран дьо Жувенел (1903 – 1987), философ и политик
- Реймънд Клибански (1905 – 2005), германско-канадски историк
- Клодет Колбер (1903 – 1996), американска актриса
- Анри Корбен (1903 – 1978), философ
- Ев Кюри (1904 – 2007), писателка
- Жан Рене Лакост (1904 – 1996), тенисист
- Мишел Лерис (1901 – 1990), писател и антрополог
- Клод Льофор (1924 – 2010), философ
- Андре Малро (1901 – 1976), писател
- Шон Макбрайд (1904 – 1988), ирландски политик
- Мирей (1906 – 1996), певица
- Мари-Лор дьо Ноай (1902 – 1970), меценатка
- Гриша Островски (1918 – 2007), български кинорежисьор
- Франсоа Перие (1919 – 2002), актьор
- Едит Пиаф (1915 – 1963), певица
- Мишел Пиколи (р. 1925), актьор
- Жан-Пол Сартр (1905 – 1980), писател и философ
- Мишел Турние (р. 1924), писател
- Жерар Ури (1919 – 2006), кинорежисьор, артист и киносценарист
- Пол Франкьор (1905 – 1974), актьор
- Пиер Юник (1909 – 1945), писател

### Родени през 1926 – 1950
- Барбара (1930 – 1997), певица
- Брижит Бардо (р. 1934), актриса и модел
- Ален Безансон (р. 1932), социолог
- Хуан Луис Бунюел (р. 1934), режисьор
- Катерина Валенте (р. 1931), италианска певица
- Серж Генсбур (1928 – 1991), музикант
- Жан-Люк Годар (р. 1930), режисьор
- Рене Госини (1926 – 1977), писател
- Катрин Деньов (р. 1943), актриса
- Анук Еме (р. 1932), актриса
- Пиер-Жил дьо Жен (1932 – 2007), физик
- Ани Жирардо (р. 1931), актриса
- Жак дьо Ларозиер (р. 1929), финансист
- Жак-Анри Лафит (р. 1943), автомобилен състезател
- Жан-Пиер Лео (р. 1944), актьор
- Андре Лоуне (р. 1930), писател и сценарист
- Жана Моро (р. 1928), актриса
- Мартин Обри (р. 1950), политик
- Олег Прокофиев (1928 – 1998), руски художник
- Жак Розие (р. 1926), режисьор
- Жан-Пиер Соваж (р. 1944), химик
- Франсоа Трюфо (1932 – 1984), режисьор
- Франсоа Фюре (1927 – 1997), историк
- Джони Холидей (р. 1943), музикант и актьор
- Клод Шаброл (р. 1930), режисьор
- Жак Ширак (р. 1932), политик

### Родени след 1950
- Изабел Аджани (р. 1955), актриса
- Тиери Анри (р. 1977), футболист
- Тонино Бенакиста (р. 1961), писател
- Люк Бесон (р.1959), кинорежисьор
- Жулиет Бинош (р. 1964), актриса
- Тиери Бретон (р. 1955), политик и бизнесмен
- Диего Бунюел (р. 1975), режисьор
- Фред Варгас (р. 1957), писателка
- Давид Гета (р. 1967), музикант
- Жудит Годреш (р. 1972), актриса
- Ева Греен (р. 1980), актриса
- Жули Делпи (р. 1969), актриса
- Ги Демел (р. 1981), футболист
- Александър Деспла (р. 1961), композитор
- Абу Диаби (р. 1986), футболист
- Ирен Жакоб (р. 1966), швейцарска актриса
- Флориан Зелер (р. 1979), писател и режисьор
- Венсан Касел (р. 1966), актьор
- Матийо Касовиц (р. 1967), режисьор и актьор
- Кристиан Клавие (р. 1952), актьор
- Ричард Клайдерман (р. 1953), музикант
- Марион Котияр (р. 1975), актриса
- Ан Л'Юие (р. 1958), физичка
- Виржини Ледойен (р. 1976), актриса
- Софи Марсо (р. 1966), актриса
- Пиер Московиси (р. 1957), политик
- Сами Насери (р. 1961), актьор
- Франсоа Озон (р. 1967), режисьор
- Ан Парийо (р. 1960), киноактриса
- Луи Саа (р. 1978), футболист
- Бенедикт Савоа (р. 1972), изкуствоведка
- Никола Саркози (р. 1955), политик
- Ерик Сера (р. 1959), композитор
- Лора Сме (р. 1983), френска актриса
- Мари Трентинян (1962 – 2003), актриса
- Ману Чао (р. 1961), музикант
- Изабел Юпер (р. 1953), актриса

## Починали в Париж

### Починали до края на XVII век
- Анри II (1519 – 1559), крал
- Анри IV (1553 – 1610), крал
- Якоб Аркаделт (1500 – 1568), валонски композитор
- Жоашен дю Беле (1522 – 1560), поет
- Реми Бело (1528 – 1577), поет
- Сирано дьо Бержерак (1619 – 1655), писател
- Себастиан Бурдон (1616 – 1672), художник
- Бланш Кастилска (1188 – 1252), кралица
- Пиер Гасенди (1592 – 1655), философ
- Абраам Дюкен (1610 – 1688), офицер
- Жан I (Франция) (1316 – 1316), крал
- Томазо Кампанела (1568 – 1639), италиански философ
- Жан-Батист Колбер (1619 – 1683), политик
- Гаспар дьо Колини (1519 – 1572), офицер
- Пиер Корней (1606 – 1684), драматург
- Лоран дьо Ла Ир (1606 – 1656), художник
- Франсоа дьо Ларошфуко (1613 – 1680), писател
- Луи XII (1462 – 1515), крал
- Луи XIII (1601 – 1643), крал
- Луи Льо Во (1612 – 1670), архитект
- Жан-Батист Люли (1632 – 1687), композитор
- Етиен Марсел (1310 – 1358), политик
- Марен Мерсен (1588 – 1648), математик
- Жак дьо Моле (1244 – 1314), тамплиер
- Жан-Батист Молиер (1622 – 1673), драматург
- Блез Паскал (1623 – 1662), философ
- Етиен Паскал (1588 – 1651), математик
- Франс Пурбус-младши (1569 – 1622), фламандски художник
- Франсоа Рабле (1493 – 1553), писател
- Франсоа Раваяк (1578 – 1610), убиец
- Жан Расин (1639 – 1699), драматург
- Арман Жан дю Плеси дьо Ришельо (1585 – 1642), политик
- Пол Скарон (1610 – 1660), писател
- Мари Анжелик дьо Фонтанж (1661 – 1681), благородничка
- Хлодвиг I (466 – 511), крал на франките
- Шарл VI (1368 – 1422), крал

### Починали през XVIII век
- Мадам дю Бари (1743 – 1793), благородничка
- Пиер дьо Бомарше (1732 – 1799), писател
- Жорж Бюфон (1707 – 1788), биолог
- Себастиан дьо Вобан (1633 – 1707), военен инженер
- Антоан Галан (1646 – 1715), ориенталист
- Жан Лерон д'Аламбер (1717 – 1783), математик, физик и философ
- Жорж Дантон (1759 – 1794), политик
- Джеймс II (1633 – 1701), крал на Англия, Шотландия и Ирландия
- Дени Дидро (1713 – 1784), философ и писател
- Елизабет Френска (1764 – 1794), принцеса
- Антиох Кантемир (1708 – 1744), руски поет
- Джовани Доменико Касини (1625 – 1712), италиански астроном и инженер
- Ив-Жозеф дьо Кергелен Тремарек (1734 – 1797), мореплавател
- Луи-Никола Клерамбо (1676 – 1749), композитор
- Алексис Клод Клеро (1713 – 1765), математик
- Шарлот Корде (1768 – 1793), благородничка
- Луиза дьо Ла Валиер (1644 – 1710), благородничка
- Антоан Лавоазие (1743 – 1794), химик
- Гийом Франсоа дьо Лопитал (1661 – 1704), математик
- Луи XVI (1754 – 1793), крал
- Луи XVII (1785 – 1795), крал
- Пиер Льотурньор (1737 – 1788), преводач
- Жан Мабийон (1632 – 1707), историк и антиквар
- Мария Жозефа Саксонска (1731 – 1767), дофина
- Мария-Антоанета (1755 – 1793), кралица
- Шарл дьо Монтескьо (1689 – 1755), философ
- Шарл-Франсоа Панар (1689 – 1765), писател
- Шарл Перо (1628 – 1703), писател
- Жан-Филип Рамо (1683 – 1764), композитор
- Максимилиан Робеспиер (1758 – 1794), политик
- Бенин Доверн дьо Сен-Мар (1626 – 1708), офицер
- Жозеф Питон дьо Турнфор (1656 – 1708), ботаник
- Ан Робер Жак Тюрго (1727 – 1781), политик
- Пол-Анри Дитрих Холбах (1723 – 1789), писател
- Марк Антоан Шарпантие (1643 – 1704), композитор
- Мари-Ан дьо Шатору (1717 – 1744), благородничка

### Починали през 1801 – 1850
- Валентин Аюи (1745 – 1822), педагог
- Атанас Богориди (1788 – 1826), гръцки писател
- Феликс дьо Божур (1765 – 1836), дипломат
- Жан Батист Бори дьо Сен Венсан (1780 – 1846), географ и биолог
- Луи Антоан дьо Бугенвил (1729 – 1811), изследовател
- Франсоа-Андре Венсан (1746 – 1816), художник
- Еварист Галоа (1811 – 1832), математик
- Франсоа Мари Доден (1774 – 1804), зоолог
- Жозеф Дюкрьо (1735 – 1802), художник
- Пиер Луи Дюлон (1785 – 1838), физик и химик
- Жан-Етиен Ескирол (1772 – 1840), психиатър
- Франсоа Жерар (1770 – 1837), художник
- Пиер-Симон Жирар (1765 – 1836), инженер
- Ан-Луи Жироде (1767 – 1824), художник
- Антоан-Лоран дьо Жусийо (1748 – 1836), ботаник
- Никола Клеман (1779 – 1841), химик и предприемач
- Бенжамен Констан (1767 – 1830), швейцарски писател
- Тадеуш Косцюшко (1746 – 1817), полски революционер
- Шарл дьо Кулон (1736 – 1806), физик
- Жозеф Луи Лагранж (1736 – 1813), математик
- Жан-Батист Ламарк (1744 – 1829), биолог
- Пиер-Симон Лаплас (1749 – 1827), математик
- Шарл Филибер дьо Ластери (1759 – 1849), общественик
- Жак Лафит (1767 – 1844), банкер и политик
- Луи XVIII (1755 – 1824), крал
- Луиза Сакс-Гота-Алтенбургска (1800 – 1831), херцогиня на Саксония-Кобург-Гота
- Жан-Франсоа Льо Гонидек (1775 – 1838), езиковед
- Александър Льоноар (1761 – 1839), археолог
- Шарл Месие (1730 – 1817), астроном
- Гаспар Монж (1746 – 1818), математик
- Мишел Ней (1769 – 1815), офицер
- Мари-Луиз О`Мърфи (1737 – 1814), благородничка
- Огюстен Пажу (1730 – 1809), скулптор
- Жан Пелтие (1785 – 1845), физик
- Франсоа Пуквил (1770 – 1838), дипломат и изследовател
- Арман-Еманюел дю Плеси дьо Ришельо (1766 – 1822), политик
- Жан-Батист Сей (1767 – 1832), икономист
- Юлиуш Словацки (1809 – 1849), полски поет
- Ан Луиз Жермен дьо Стал (1766 – 1817), писателка
- Стендал (1783 – 1842), писател
- Шарл Морис дьо Талейран (1754 – 1838), политик
- Клод Фориел (1772 – 1844), филолог
- Жан Батист Жозеф Фурие (1768 – 1830), математик и физик
- Шарл Фурие (1772 – 1837), философ
- Самуел Ханеман (1755 – 1843), немски хомеопат
- Фредерик Шопен (1810 – 1849), полски композитор

### Починали през 1851 – 1875
- Жул-Едуар Албоаз дьо Пюжол (1805 – 1854), драматург
- Франсоа Араго (1786 – 1853), учен и политик
- Оноре дьо Балзак (1799 – 1850), писател
- Пиер-Жан дьо Беранже (1780 – 1857), поет
- Ектор Берлиоз (1803 – 1869), композитор
- Жан-Батист Био (1774 – 1862), физик
- Жером-Адолф Бланки (1798 – 1854), икономист
- Шарл Бодлер (1821 – 1867), поет
- Шарл Люсиен Бонапарт (1803 – 1857), зоолог
- Луи Брайл (1809 – 1852), педагог
- Алфред дьо Вини (1797 – 1863), поет и писател
- Теофил Готие (1811 – 1872), писател
- Анри Дарси (1803 – 1858), инженер
- Марселин Деборд-Валмор (1786 – 1859), поетеса
- Йожен Дьолакроа (1798 – 1863), художник
- Беноа Пол Емил Клапейрон (1799 – 1864), физик
- Огюст Конт (1798 – 1857), философ
- Зигмунт Крашински (1812 – 1859), полски писател
- Астолф дьо Кюстин (1790 – 1857), писател
- Лотреамон (1846 – 1870), поет
- Жан-Батист Антоан Марселен дьо Марбо (1782 – 1854), офицер
- Жерар дьо Нервал (1808 – 1855), поет
- Луи Петито (1794 – 1862), скулптор
- Шарл дьо Ремюза (1797 – 1875), политик
- Джоакино Росини (1792 – 1868), италиански композитор
- Йожен Скриб (1791 – 1861), драматург
- Луи Жак Тенар (1777 – 1857), химик
- Огюстен Тиери (1795 – 1856), историк
- Леон Фуко (1819 – 1868), физик
- Хайнрих Хайне (1797 – 1856), немски поет
- Александър Херцен (1812 – 1870), руски публицист

### Починали през 1876 – 1900
- Шарл-Валантен Алкан (1813 – 1888), композитор и пианист
- Клод Бернар (1813 – 1878), физиолог
- Димитър Великсин (1840 – 1896), български писател
- Пол Верлен (1844 – 1896), поет
- Луи Вьоийо (1813 – 1883), общественик
- Шарл Гуно (1818 – 1893), композитор
- Гюстав Доре (1832 – 1883), художник
- Гюстав Емар (1818 – 1883), писател
- Аристид Кавайе-Кол (1811 – 1899), строител на органи
- Еса де Кейрош (1845 – 1900), португалски писател
- Анахарсис Клотс (1755 – 1794), общественик
- Михаил Когълничану (1817 – 1891), румънски политик
- Луиз Коле (1810 – 1876), поетеса
- Пиер Огюст Кот (1837 – 1883), художник
- Морис Лашатр (1814 – 1900), издател
- Луи Леузон Льо Дюк (1815 – 1889), писател
- Юрбен Льоверие (1811 – 1877), математик
- Едуар Мане (1832 – 1883), художник
- Ги дьо Мопасан (1850 – 1893), писател
- Николай Муравьов-Амурски (1809 – 1881), руски колониален администратор
- Циприан Норвид (1821 – 1883), полски поет
- Жак Офенбах (1819 – 1880), композитор
- Ернест Ренан (1823 – 1892), писател и философ
- Адолф Сакс (1814 – 1894), белгийски изобретател
- Захарий Стоянов (1850 – 1889), български писател
- Михаил Стурдза (1794 – 1884), княз на Молдова
- Изидор Тейлор (1789 – 1879), писател
- Цезар Франк (1822 – 1890), белгийски композитор
- Мишел Йожен Шеврьол (1786 – 1889), химик
- Виктор Юго (1802 – 1885), писател

### Починали през 1901 – 1925
- Густав Айфел (1832 – 1923), инженер
- Александрос I (1893 – 1920), крал на Гърция
- Гийом Аполинер (1880 – 1918), поет
- Леон Бакст (1866 – 1924), руски художник
- Алфред Бине (1857 – 1911), психолог
- Александър Богориди (1822 – 1910), български политик
- Бьорнстерн Бьорнсон (1832 – 1910), норвежки писател
- Клод Дебюси (1862 – 1918), композитор
- Едгар Дега (1834 – 1917), художник
- Пол д'Естурнел (1852 – 1924), политик
- Порфирио Диас (1830 – 1915), мексикански политик
- Емил Дюркем (1858 – 1917), социолог
- Жан Ебютерн (1898 – 1920), художничка
- Алфред Жари (1873 – 1907), писател
- Емил Зола (1840 – 1902), писател
- Тодор Иванчов (1858 – 1905), български политик
- Жорж Клемансо (1841 – 1929), политик
- Раймунду Кореия (1859 – 1911), бразилски поет
- Фернан Кормон (1845 – 1924), художник
- Димо Кьорчев (1884 – 1928), български политик
- Пиер Кюри (1859 – 1906), физик
- Октав Мирбо (1848 – 1917), писател
- Амедео Модилиани (1884 – 1920), художник
- Надар (1820 – 1910), фотограф
- Александър Нелидов (1833 – 1910), руски дипломат
- Камий Писаро (1831 – 1903), художник
- Анри Поанкаре (1854 – 1912), математик
- Марсел Пруст (1871 – 1922), писател
- Рене Сюли Прюдом (1839 – 1907), поет
- Реймон Радиге (1903 – 1923), писател
- Едмон Ростан (1868 – 1918), писател
- Оскар Уайлд (1854 – 1900), ирландски писател
- Анри Файол (1841 – 1925), инженер
- Камий Фламарион (1842 – 1925), астроном
- Габриел Форе (1845 – 1924), композитор

### Починали през 1926 – 1950
- Абдул Меджид II (1868 – 1944), османски халиф
- Константин Батолов (1878 – 1938), български политик
- Ото Бауер (1881 – 1938), австрийски политик
- Пиер Бачев (1901 – 1932), актьор
- Анри Бергсон (1859 – 1941), философ
- Николай Бердяев (1874 – 1948), руски философ
- Луи Блерио (1872 – 1936), инженер
- Емануил Богориди (1847 – 1935), румънски аристократ
- Аристид Бриан (1862 – 1932), политик
- Сергей Булгаков (1871 – 1944), руски философ
- Фердинан Бюисон (1841 – 1932), политик
- Сесар Вайехо (1892 – 1938), перуански поет
- Елевтериос Венизелос (1864 – 1936), гръцки политик
- Шарл-Мари Видор (1844 – 1937), композитор
- Константин Горчаков (1841 – 1926), руски княз
- Албер Дьоманжон (1872 – 1940), географ
- Жермен Дюлак (1882 – 1942), режисьорка
- Венсан д'Енди (1851 – 1931), композитор
- Жозеф Жак Сезар Жофр (1852 – 1931), офицер
- Камий Льофевр (1853 – 1933), скулптор
- Константин Коровин (1861 – 1939), руски художник
- Андре Мажино (1877 – 1932), политик
- Нестор Махно (1888 – 1934), украински политик
- Марсел Мос (1872 – 1950), антрополог и социолог
- Каприел Норадункян (1852 – 1936), османски политик
- Жул Паскин (1885 – 1930), художник
- Симон Петлюра (1879 – 1926), украински политик
- Михаил Пешня (1885 – 1938), руски офицер
- Реймон Поанкаре (1860 – 1934), политик
- Сергей Прокудин-Горски (1863 – 1944), руски фотограф
- Морис Равел (1875 – 1937), композитор
- Йозеф Рот (1894 – 1939), австрийски писател
- Владислав Ходасевич (1886 – 1939), руски поет
- Фьодор Шаляпин (1873 – 1938), руски певец
- Жан Шарл-Брюн (1870 – 1946), общественик
- Лев Шестов (1866 – 1938), руски философ
- Едуард Шуре (1841 – 1929), писател
- Стефан Хаджипетров (1882 – 1936), бивш кмет на Бургас

### Починали през 1951 – 1975
- Гастон Башлар (1884 – 1962), философ и поет
- Джозефин Бейкър (1906 – 1975), американска танцьорка
- Жак Бекер (1906 – 1960), режисьор
- Александър Бенуа (1870 – 1960), руски художник
- Жорж Брак (1882 – 1963), художник
- Андре Бретон (1896 – 1966), писател
- Константин Брънкуш (1876 – 1957), румънски скулптор
- Иван Бунин (1870 – 1953), руски писател
- Бурвил (1917 – 1970), актьор
- Борис Виан (1920 – 1959), писател и музикант
- Саша Гитри (1885 – 1957), актьор
- Жан Гремийон (1901 – 1959), режисьор
- Марсел Гриол (1898 – 1956, антрополог
- Роже Дезормиер (1898 – 1963), диригент
- Едуард VIII (1894 – 1972), крал на Обединеното кралство
- Пол Елюар (1895 – 1952), поет
- Джордже Енеску (1881 – 1955), румънски композитор
- Жан Епщайн (1897 – 1953), режисьор
- Андре Жид (1869 – 1951), писател
- Леон Жуо (1879 – 1954), общественик
- Имре Калман (1882 – 1953), унгарски композитор
- Александър Койре (1892 – 1964), философ
- Фредерик Жолио-Кюри (1900 – 1958), физик
- Мари Лорансен (1883 – 1956), художничка
- Андре Мазон (1881 – 1967), филолог
- Пол Манту (1877 – 1956), историк
- Габриел Марсел (1889 – 1973), философ
- Леон Мба (1902 – 1967), габонски политик
- Никола Мирчев (1921 – 1973), български художник
- Франсоа Мориак (1885 – 1970), писател
- Джим Морисън (1943 – 1971), американски музикант
- Хуан Негрин (1892 – 1956), испански политик
- Мари-Лор дьо Ноай (1902 – 1970), меценатка
- Марсел Паньол (1895 – 1974), писател и режисьор
- Бенжамен Пере (1899 – 1959), поет
- Анри Перюшо (1917 – 1967), писател
- Франсис Пикабиа (1879 – 1953), художник и поет
- Жорж Помпиду (1911 – 1974), политик
- Алексей Ремизов (1877 – 1957), руски писател
- Жул Риме (1873 – 1956), спортен функционер
- Жорж Садул (1904 – 1967), кинокритик
- Блез Сандрар (1887 – 1961), швейцарски писател
- Недялка Симеонова (1901 – 1959), българска цигуларка
- Фернандел (1903 – 1971), актьор
- Жерар Филип (1922 – 1959), актьор
- Паул Целан (1920 – 1970), австрийски поет
- Коко Шанел (1883 – 1971), дизайнерка
- Морис Шевалие (1888 – 1972), актьор

### Починали през 1976 – 2000
- Луи Амад (1915 – 1992), поет
- Луи Арагон (1897 – 1982), поет
- Ролан Барт (1915 – 1980), философ
- Самюъл Бекет (1906 – 1989), ирландски писател
- Симон дьо Бовоар (1908 – 1986), философ
- Ален Боске (1919 – 1998), писател
- Луи дьо Бройл (1892 – 1987), физик
- Абел Ганс (1889 – 1981), режисьор
- Ромен Гари (1914 – 1980), писател
- Серж Генсбур (1928 – 1991), музикант
- Рене Госини (1926 – 1977), писател
- Далида (1933 – 1987), певица
- Жозет Де (1914 – 1978), актриса
- Жил Дельоз (1925 – 1995), философ
- Жак Деми (1931 – 1990), режисьор
- Марлене Дитрих (1901 – 1992), певица и актриса
- Маргьорит Дюрас (1914 – 1996), писателка
- Пиер Еманюел (1916 – 1984), поет
- Бертран дьо Жувенел (1903 – 1987), философ и политик
- Гастон Жулиа (1893 – 1978), математик
- Йорис Ивенс (1898 – 1989), документалист
- Йожен Йонеско (1909 – 1994), писател
- Алберту Кавалканти (1897 – 1982), бразилски режисьор
- Мария Калас (1923 – 1977), гръцка певица
- Марсел Камю (1912 – 1982), режисьор
- Рене Касен (1887 – 1976), дипломат
- Андре Каят (1909 – 1989), режисьор
- Адонис Киру (1923 – 1985), кинокритик и режисьор
- Данило Киш (1935 – 1989), сръбски писател
- Анри Корбен (1903 – 1978), философ
- Хулио Кортасар (1914 – 1984), аржентински писател
- Жак-Ив Кусто (1910 – 1997), изследовател
- Реймон Кьоно (1903 – 1976), писател
- Еманюел Левинас (1905 – 1995), философ
- Делчо Лулчев (1935 – 1985), български инженер
- Андре Малро (1901 – 1976), писател
- Марчело Мастрояни (1924 – 1996), италиански актьор
- Мирей (1906 – 1996), певица
- Франсоа Митеран (1916 – 1996), политик
- Рудолф Нуреев (1838 – 1993), руски хореограф
- Лев Полугаевски (1934 – 1995), руски шахматист
- Жан-Пиер Рампал (1922 – 2000), флейтист
- Ман Рей (1890 – 1976), американски фотограф
- Морис Роне (1927 – 1983), актьор
- Луи Ружие (1889 – 1982), философ
- Жан-Пол Сартр (1905 – 1980), писател и философ
- Делфин Сериг (1932 – 1990), актриса
- Алфред Сови (1898 – 1990), социолог
- Даяна Спенсър (1961 – 1997), принцеса на Уелс
- Харун Тазиев (1914 – 1998), вулканолог
- Андрей Тарковски (1932 – 1986), руски режисьор
- Жак Тати (1907 – 1982), актьор и режисьор
- Хуан Мануел Фанджо (1911 – 1995), аржентински автомобилен състезател
- Мишел Фуко (1926 – 1984), философ
- Емил Чакъров (1948 – 1991), български диригент
- Серджу Челибидаке (1912 – 1996), румънски диригент
- Емил Чоран (1911 – 1995), румънски философ
- Роми Шнайдер (1938 – 1982), германска актриса

### Починали след 2000
- Ясер Арафат (1929 – 2004), палестински политик
- Жилбер Беко (1927 – 2001), музикант
- Ив Бонфоа (1923 – 2016), поет
- Юри Буков (1923 – 2006), български пианист
- Юбер Дамиш (1928 – 2017), философ
- Жак Дерида (1930 – 2004), философ
- Пиер Етекс (1928 – 2016), режисьор и актьор
- Клод Жад (1948 – 2006), актриса
- Аббас Киаростами (1940 – 2016), ирански режисьор
- Клод Мишел Клюни (1930 – 2015), поет
- Жозе-Андре Лакур (1919 – 2005), белгийски писател
- Жорж Лотнер (1926 – 2013), режисьор
- Клод Льофор (1924 – 2010), философ
- Марсел Марсо (1923 – 2007), актьор
- Мохамед Мзали (1925 – 2010), тунизийски политик
- Филип Ноаре (1930 – 2006), актьор
- Клод Нугаро (1929 – 2004), музикант
- Франсоа Перие (1919 – 2002), актьор
- Пиер Рей (1930 – 2006), писател и журналист
- Серж Силберман (1917 – 2003), филмов продуцент
- Клод Симон (1913 – 2005), писател
- Анри Троая (1911 – 2007), историк и писател

## Българи, свързани с Париж
- Иван Алтънов (1892 – 1972), юрист и дипломат, завършва право през 1914
- Георги Атанасович (1821 – 1892), лекар и политик, завършва медицина през 1848
- Марко Балабанов (1837 – 1921), политик, учи медицина и право през 1860-те
- Константин Батолов (1878 – 1938), политик, починал в града
- Христо Белчев (1857 – 1891), политик, учи икономика през 1881 – 1884
- Александър Богориди (1822 – 1910), политик, починал в града
- Никола Богориди (1820 – 1863), политик, работи в османското посолство през 1837 – 1839
- Юри Буков (1923 – 2006), пианист, починал в града
- Атанас Буров (1875 – 1954), политик, завършва право и икономика през 1903
- Димитър Великсин (1840 – 1896), писател, умира в града
- Иван Винаров (1896 – 1969), съветски офицер, работи в града през 1936 – 1938
- Тодор Владигеров (1898 – 1967), политикономист, посланик през 1948 – 1951
- Георги Вълкович (1833 – 1892), лекар и политик, специализира хирургия през 1860 – 1863
- Венелин Ганев (1880 – 1966), юрист и политик, посланик на България през 1920 – 1922
- Марин Големинов (1908 – 2000), композитор, учи музика през 1930-те в Скола Канторум
- Петър Гудев (1862 – 1932), политик, учи право през 1880-те
- Стоян Данев (1858 – 1949), политик, завършва политически науки през 1883
- Асен Дацев (1911 – 1994), физик, живее в града през 1934 – 1938
- Александър Екзарх (1810 – 1891), общественик, учи медицина от 1836
- Тодор Иванчов (1858 – 1905), политик, починал в града
- Йосиф I (1840 – 1915), духовник, завършва право през 1870
- Евгени Каменов (1908 – 1985), дипломат, посланик през 1954 – 1962
- Сава Киров (1893 – ?), дипломат, работи в града от средата на 20-те до 1935
- Гаврил Кръстевич (1817 – ?), общественик, завършва право през 1843
- Димо Кьорчев (1884 – 1928), политик, починал в града
- Георги Кьосеиванов (1884 – 1960), политик, работи в българското посолство през 1923 – 1924
- Николай Лилиев (1885 – 1960), поет, учи икономика през 1909 – 1912
- Делчо Лулчев (1935 – 1985), инженер, умира в града
- Александър Людсканов (1854 – 1922), политик, завършва право през 1881 – 1884
- Никола Манев (р. 1940), художник, който живее основно в Париж
- Леда Милева (р. 1920), писателка, посланик при ЮНЕСКО 1972 – 1978
- Никола Мирчев (1921 – 1973), художник, умира в града
- Николай Николаев (1887 – 1961), политик, завършва политически и стопански науки през 1924
- Никола Петков (1893 – 1947), политик, живее в града през 1910 – 1912 и 1919 – 1929
- Любомир Пипков (1904 – 1974), композитор, учи музика през 1926 – 1932
- Михаил Поповилиев (1873 – 1928), юрист, завършва право през 1897
- Богомил Райнов (1919 – 2007), писател, работи в посолството през 1953 – 1960
- Недялка Симеонова (1901 – 1959), цигуларка, починала в града
- Петко Стайнов (1890 – 1972), юрист и общественик, завършва право през 1911
- Иван Стефанов (1899 – 1980), икономист и политик, живее в града през 1925 – 1927
- Васил Стоилов (1904 – 1990), художник, живее в града през 1928 – 1932
- Захарий Стоянов (1850 – 1889), писател, починал в града
- Методий Стратиев (1916 – 2006), дуфовник, учи в града през 1937 – 1942
- Стефан Тафров (р. 1958), дипломат, представител в ЮНЕСКО през 1998 – 2001
- Теодор Теодоров (1859 – 1924), политик, завършва право през 1886
- Антон Франгя (1856 – 1917), политик, завършва право през 1871
- Веселин Ханчев (1919 – 1966), писател, работи в българското посолство през 1964 – 1966
- Емил Чакъров (1948 – 1991), диригент, умира в града
- Чудомир (1890 – 1967), писател, учи рисуване през 1929 – 1930

## Други личности, свързани с Париж
- Айно Акте (1876 – 1944), финландска певица, учи и работи в града през 1894 – 1903
- Гюла Андраши (1823 – 1890), унгарски политик, живее в града през 1850-те
- Мигел Анхел Астуриас (1899 – 1974), гватемалски писател, живее в града през 1923 – 1933 и 1966 – 1974
- Джон Ашбъри (р. 1927), американски поет, живее в града през 1955 – 1965
- Жил Беншоа (1400 – 1460), фламандски композитор, живее в града през 1424 – 1430
- Волфганг Бехлер (1925 – 2007), германски писател, живее в града през 1956 – 1962
- Яхия Кемал Беятлъ (1884 – 1958), турски поет и политик, живее в града през 1903 – 1912
- Томас Едуард Боудич (1791 – 1824), английски изследовател, живее в града през 1820 – 1822
- Ами Буе (1794 – 1881), геолог, живее в града през 1817 – 1841
- Луис Бунюел (1900 – 1983), испански режисьор, живее в града през 1923 – 1930 и през 60-те години
- Аристотелис Валаоритис (1824 – 1879), гръцки писател, учи право през 1840-те
- Жул Верн (1828 – 1905), писател, живее в града през 1848 – 1871
- Франсоа Гизо (1787 – 1874), политик и историк, живее в града от 1805
- Ектор Гимар (1867 – 1942), архитект и дизайнер, работил дълго време в града
- Витолд Гомбрович (1904 – 1969), полски писател, учи философия и икономика през 1927 – 1929
- Салвадор Дали (1904 – 1989), испански художник, живее в града през 1928 – 1940
- Лорънс Дърел (1912 – 1990), британски писател, живее в града през 1930 – 1935
- Мирча Елиаде (1907 – 1986), румънски учен, живее в града през 1945 – 1957
- Еразъм Ротердамски (1466 – 1536), нидерландски философ, учи в университета през 1495 – 1499
- Шарл Жерар (1816 – 1856), химик, живее в града в средата на 19 век
- Никос Казандзакис (1883 – 1957), гръцки писател, учи в града през 1907 – 1909
- Огюстен Пирам дьо Кандол (1778 – 1841), швейцарски ботаник, живее в града през 1796 – 1807
- Константинос Георгиу Караманлис (1907 – 1998), гръцки политик, живее в града през 1963 – 1974
- Алфред Кастлер (1902 – 1984), физик, завършва Екол Нормал през 1921
- Таро Кацура (1848 – 1913), японски политик, учи в града през 1870 – 1873
- Карл Сигизмунд Кунт (1788 – 1850), германски ботаник, работи в града през 1813 – 1819
- Мария Кюри (1867 – 1934), физик, живее в града от 1891
- Фредерик Лейтън (1830 – 1896), английски художник, живее в града през 1855 – 1859
- Рене Магрит (1898 – 1967), белгийски художник, живее в града през 1927 – 1930
- Анри Матис (1869 – 1954), художник, живее в града през 1891 – 1917
- Клеменс фон Метерних (1773 – 1858), австрийски политик, посланик на Австрия през 1806 – 1809
- Иван Мещрович (1883 – 1962), хърватски скулптор, живее в града през различни години
- Павел Милюков (1859 – 1943), руски политик, живее в града през 1920 – 1929
- Константинос Мицотакис (р. 1918), гръцки политик, живее в града през 1963 – 1973
- Люк Монтание (р. 1932), вирусолог, работи в града от средата на 20 век
- Алфонс Муха (1860 – 1939), чешки художник, живее в града през 1888 – 1908
- Решат Нури (1889 – 1956), турски писател, работи в турското посолство през 1943 – 1953
- Виктор Орта (1861 – 1947), белгийски архитект, живее в града в края на 1860-те
- Амброаз Паре (1510 – 1590), хирург, работи в града от 1531
- Растко Петрович (1898 – 1949), сръбски поет и писател, завършва право през 1920
- Пабло Пикасо (1881 – 1973), испански художник, живее в града от 1904
- Ерих Мария Ремарк (1898 – 1970), германски писател, живее в града през 1933 – 1939
- Пиер-Огюст Реноар (1841 – 1919), художник, живее в града през 1845 – 1907
- Пиер Рьоверди (1889 – 1960), поет, живее в града през 1910 – 1926
- Кинмочи Сайонджи (1849 – 1940), японски политик, учи в града през 1871 – 1874
- Хосе де Сан Мартин (1778 – 1825), аржентински революционер, живее в града през 1830 – 1848
- Христос Сардзетакис (р. 1929), гръцки политик, учи право през 1965 – 1967
- Пол Сезан (1839 – 1906), художник, живее в града след 1861
- Георгиос Сеферис (1900 – 1971), гръцки поет, учи право през 1918 – 1925
- Жорж Сименон (1903 – 1989), белгийски писател, живее в града през 1922 – 1957
- Фердинанд дьо Сосюр (1857 – 1913), швейцарски езиковед, преподава в града в края на 19 век
- Сафет Сушич (р. 1955), босненски футболист, работи в града през 1982 – 1991
- Тома Аквински (1225 – 1274), италиански теолог, учи в града през 1256 – 1259
- Бодо Узе (1904 – 1963), германски писател, живее в града през 1933 – 1939
- Албер Фер (р. 1938), физик, живее в града от 50-те години
- Розалинд Френклин (1925 – 1958), британски биофизик, работи в града през 1947 – 1950
- Ернст Фукс (р. 1930), австрийски художник, живее в града през 1950 – 1961
- Ърнест Хемингуей (1898 – 1961), американски писател, живее в града през 1921 – 1927
- Халед Хосейни (р. 1965), афганистански писател, живее в града през 1976 – 1980
- Константинос Цацос (1899 – 1987), гръцки политик, работи в гръцкото посолство през 1922 – 1929
- Карел Чапек (1890 – 1938), чешки писател, учи философия през 1910-те
- Павел Яблочков (1847 – 1894), руски изобретател, живее в града от 1876